# 1998年全豪オープン
1998年 全豪オープン（1998ねんぜんごうオープン、Australian Open 1998）は、オーストラリア・メルボルンにある「メルボルン・パーク・ナショナルテニスセンター」にて、1998年1月19日から2月1日にかけて開催された。

## シニア

### 男子シングルス
ペトル・コルダ def.  マルセロ・リオス, 4–6, 6-2, 6-2, 6-2
- コルダは、初優勝である。

### 女子シングルス
マルチナ・ヒンギス def.  コンチタ・マルティネス, 6-3, 6-3
- ヒンギスは、大会2連覇である。

### 男子ダブルス
ヨナス・ビョークマン /  ヤッコ・エルティン def.  マーク・ウッドフォード /  トッド・ウッドブリッジ, 6-2, 5-7, 2-6, 6-4, 6-3

### 女子ダブルス
マルチナ・ヒンギス /  ミリヤナ・ルチッチ def.  リンゼイ・ダベンポート /  ナターシャ・ズベレワ, 6-4, 2-6, 6-3

### 混合ダブルス
ジャスティン・ギメルストブ /  ビーナス・ウィリアムズ def.  シリル・スーク /  ヘレナ・スコバ, 6-2, 6-1

## ジュニア

### 男子シングルス
Julien Jeanpierre def.  アンドレアス・ビンシゲラ, 4–6, 6–4, 6–3

### 女子シングルス
エレナ・コスタニッチ def.  ウィニー・プラクシャ, 6–0, 7–5

### 男子ダブルス
ジェローム・エーネル /  Julien Jeanpierre def.  Mirko Pehar /  ロブロ・ゾブコ, 6–3, 6–3

### 女子ダブルス
エビー・ドミニコビッチ /  アリシア・モリク def.  Leanne Baker /  Rewa Hudson, 6–3, 3–6, 6–2